# 洪合镇
洪合镇是中华人民共和国浙江省嘉兴市秀洲区下辖的一个镇。

## 行政区划
洪合镇下辖以下村级行政区划单位：
横泾桥社区、锦福村、新美村、大桥村、新王桥村、良三村、凤桥村、泰石桥村、洪合村、建北村和泾桥村。